# Atractaspididae
Atractaspididae је породица змија отровница којој припада 12, данас признатих, родова. Раније је, као подпородица, била сврставана као у породицу Colubridae.

## Опис
То су змије мале и средње величине, дугачког и танког тела чија дужина код одраслих јединки износи од 30 до 102 цм (мерено од главе до репа). Већина је црне или браон боје са различито обојеним прстеном око врата. Неколико врста има и светлије пруге. Крљушти су им глатке. Имају малу главу заобљену на предњем делу и једнаког пречника као врат. Већина има шупаљ отровни зуб смештен у задњем делу усне дупље, али је код неких врста он у предњем делу ове дупље.

## Исхрана
Хране се животињама које живе под земљом, гуштерима, другим змијама, жабама, као и глодарима. Плен убадају отровним зубима и убризгавају у њега отров, а затим га гутају.

## Станиште
Живе у подземним ходницима, нарочито песковитог земљишта. Могу да насељавају, како влажну земљу низијских шума, тако и сушне пределе, сличне пустињама. Неке врсте користе подземне тунеле других животиња, док друге саме копају тунеле пробијајући главом растресито, песковито земљиште.

## Размножавање
У време размножавања многе врсте излазе из својих подземних склоништа у потрази за партнером. Женке полажу од 2 до 15 дугуљастих јаја или у влажну земљу или у напуштено термитско гнездо. Из јаја се излегу младунци дужине 15 до 20 цм. Изузетак је једна ововивипарна врста — Aparallactus jacksonii — која рађа 2-3 жива младунца дугачка око 10 цм.

## Распрострањеност
Насељавају Африку и Блиски исток.